# Estadi Molineux

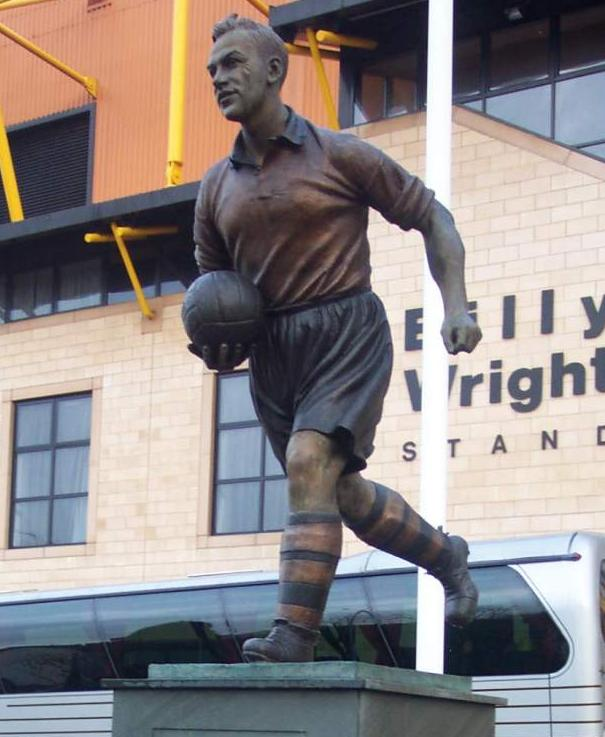
L'estàtua de Billy Wright a les portes de l'estadi

L'Estadi Molineux (Molineux Stadium en anglès) és un estadi de futbol situat a la ciutat de Wolverhampton, Anglaterra. Des del 1889 és l'estadi del Wolverhampton Wanderers Football Club de la Premier League. Té una llarga i il·lustre història com un dels primers del país que va instal·lar llum artificial, així com alguns dels primers a acollir partits de la Copa d'Europa a la dècada del 1950. També ha acollit la selecció nacional de futbol d'Anglaterra i, més recentment, la d'Anglaterra sub-21, així com la final de la Copa de la UEFA 1971-72. Encara que actualment la capacitat és de 28.525 localitats, el rècord d'assistència del Molineux està en 61.315. Hi ha plans en marxa per ampliar la capacitat fins als 40.000 espectadors si el Wolverhampton Wanderers es consolida a la Premier League.